# Lewis Arquette
Lewis Michael Arquette (Chicago, Illinois, 14 de diciembre de 1935-Los Ángeles, California, 10 de febrero de 2001) fue un actor, guionista y productor televisivo estadounidense, conocido principalmente por su interpretación de "J.D. Pickett" en la serie televisiva The Waltons, en la que trabajó entre 1978 y 1981.

## Biografía
Sus padres fueron el actor Cliff Arquette y Mildred Nesbitt. Era descendiente del explorador Meriwether Lewis, y fue parte de una familia de intérpretes: Además de su padre, Cliff Arquette, otros miembros son sus hijos Patricia, Rosanna, David, Alexis y Richmond Arquette. Fue el suegro de la actriz Courteney Cox y del actor Thomas Jane, y exsuegro del también actor Nicolas Cage. Arquette actuó con frecuencia junto a sus hijos.
Mientras vivía en Chicago, dirigió varios años el teatro The Second City. En 1970 la familia se mudó a una comuna en Front Royal, Virginia. Su esposa, Brenda "Mardi" Nowak, falleció en 1997 a causa de un cáncer de mama. Era judía, y era la hija de un superviviente polaco del Holocausto, mientras que él fue educado como católico. Sin embargo, en sus últimos años Arquette se convirtió al islam.
Arquette falleció en Los Angeles, California el 10 de febrero de 2001, a la edad de 65 años, debido a una insuficiencia cardíaca.

## Filmografía

### Actor
- Alice - The Second Time Round (1977) Episodio televisivo
- Man from Atlantis - The Naked Montague (1977) Episodio televisivo .... Fray Laurence
- Ruby and Oswald (1978) (TV) ...
- Rescue from Gilligan's Island (1978) (TV) .... Juez
- Barney Miller - Wojo's Girl: 1ª parte (1979) Episodio televisivo .... Finney
- The China Syndrome (1979) .... Hatcher
- Mrs. Columbo ... The Valley Strangler (1979) Episodio televisivo .... Howard
- Tenspeed and Brown Shoe - The Sixteen Byte Data Chip and the Brown-eyed Fox (1980) Episodio televisivo
- Pray TV (1980) .... Fred Wilson
- The Waltons .... J.D. Pickett (1978–1981) - The Travelling Man (1980) Episodio televisivo .... J.D. Pickett
- Loose Shoes (1980) .... Warden
- The Jayne Mansfield Story (1980) (TV) .... Hombre anuncio
- La isla de la fantasía - High Off the Hog/Reprisal (1981) Episodio televisivo .... Slocumb - The Inventor/On the Other Side (1979) Episodio televisivo .... Fred Waters - Carnival/The Vaudevillians (1978) Episodio televisivo .... Jeff
- The Smurfs (1981) Serie de TV (voz) .... Voces adicionales
- El Increíble Hulk - Triangle (1981) Episodio televisivo .... Les Creaseman
- Simon & Simon - The Dead Letter File (1982) Episodio televisivo .... Matt
- Off the Wall (1983) .... Capellán de prisión
- Remington Steele - Red Holt Steele (1983) Episodio de TV .... Stuart Thorpe
- Riptide - The Hardcase (1984) Episodio de TV .... Sidney Gorman
- Matt Houston - Cash and Carry (1984) Episodio de TV .... Concejal Roberts
- St. Elsewhere - Cramming (1984) Episodio de TV .... Juez Ellsworth
- El desafío de los GoBots (1984) Serie de TV (voz) .... Voces adicionales
- Sherlock Holmes (1984) Serie de TV .... Dr. Watson
- E/R - A Cold Night in Chicago (1984) Episodio de TV (como Louis Arquette) .... Arnie Popkin
- Rocky Road (1985) Serie de TV .... Lucas
- Rock 'n' Wrestling (1985) Serie de TV (voz) .... Supermosca Jimmy Snuka
- Badge of the Assassin (1985) (TV) .... 1st Foreman
- Profesión Peligro - October the 32nd (1985) Episodio de TV .... Fantasma
- Tall Tales and Legends ... Johnny Appleseed (1986) Episodio de TV .... Jimbo Smith/Narrador
- Just Between Friends (1986) .... Guardia de la emisora de TV
- The Check Is in the Mail (1986) .... Hombre en la piscina
- Sledge Hammer! ... Witless (1986) Episodio de TV .... Jacob
- Nobody's Fool (1986) .... Mr. Fry
- Mama's Family - Fangs a Lot, Mama (1986) Episodio de TV .... Grand Viper
- Perfect Strangers - Get a Job (1987) Episodio de TV (como Louis Arquette) .... Fan escandaloso
- Married with Children - Where's the Boss? (1987) Episodio de TV .... Ed
- ALF - Some Enchanted Evening (1987) Episodio de TV .... Ed Billings
- Big Business (1988) .... Mr. Stokes
- The Great Outdoors (1988) .... Herm
- Un cachorro llamado Scooby-Doo (1988) Serie de TV (voz) .... Voces adicionales
- Dance 'Til Dawn (1988) (TV) .... Prestamista
- My First Love (1988) (TV) .... Mark Grossman
- A Very Brady Christmas (1988) (TV) .... Sam/Santa
- Chopper Chicks in Zombietown (1989) .... Sheriff Bugiere
- Charles in Charge - Buddy's Daddy (1989) Episodio de TV .... Clarence Lembeck
- Paradise ... A Private War (1989) Episodio de TV - Ghost Dance (1988) Episodio de TV
- Quantum Leap - The Right Hand of God (1989) Episodio de TV .... Padre Muldooney
- The Horror Show (1989) .... Tte. Miller
- Majo no Takkyūbin (1989) (voz) .... Voces adicionales
- Camp Candy (1989) Serie de TV (voz) .... Rex DeForest III
- Dad (1989) (voz)
- Tango y Cash (1989) .... Wyler
- Rock 'n' Roll High School Forever (1990) .... Mr. Cheese
- Syngenor (1990) .... Ethan Valentine
- Cuentos de la cripta... Lower Berth (1990) Episodio de TV
- Gravedale High (1990) Serie de TV (voz)
- Capitán Planeta (1990) Serie de TV (voz) .... Voces adicionales ...
- Matlock - The Narc (1990) Episodio de TV .... Jefe de Policía
- Book of Love (1990) .... Mr. Malloy
- Búscate la vida - Married (1991) Episodio de TV .... Juez de Paz
- Morton & Hayes - Society Saps (1991) Episodio de TV .... Mr. Caldicott
- The Linguini Incident (1991) .... Texas Joe
- Let's Kill All the Lawyers (1992) .... Antinus
- Double Trouble (1992) .... Tarlow
- L.A. Law - Silence of the Lambskins (1992) Episodio de TV .... Inspector Dodek
- Beverly Hills, 90210 - Wedding Bell Blues (1992) Episodio de TV .... Sacerdote
- A Child Lost Forever: The Jerry Sherwood Story (1992) (TV) .... Walter Vinton
- Fox Hunt (1993) (VG) .... El Lobo
- Tainted Blood (1993) (TV) .... Artie
- Attack of the 50 Ft. Woman (1993) (TV) .... Mr. Ingersol
- The Flintstones: Wacky Inventions (1994) (V) (voz) .... Prof, Einstone
- Menendez: A Killing in Beverly Hills (1994) (TV) ....Jurado
- Sleep with Me (1994) .... Pastor
- Freddy Pharkas: Frontier Pharmacist (1994) (VG) (voz) .... Whittlin' Willie/P. H. Balance
- Saved by the Bell: The New Class - Back at the Ranch (1994) Episodio de TV .... Tío Lester
- seaQuest DSV ... Something in the Air (1995) Episodio de TV .... Kearny
- Stuart Saves His Family (1995) .... Funcionario del cementerio
- Wild Side (1995) .... El jefe
- Seinfeld - The Secret Code (1995) Episodio de TV .... Leapin' Larry
- Mojave Moon (1996) .... Charlie
- Hypernauts (1996) TV Series (voz) .... Horten
- Fox Hunt (1996) .... El Lobo
- Babylon 5 ... Point of No Return (1996) Episodio de TV .... General Smits
- Kiss & Tell (1996) .... Detective
- Waiting for Guffman (1996) .... Clifford Wooley
- The Real Adventures of Jonny Quest ... The Ballad of Belle Bonnet (1996) Episodio de TV (voz) .... Civilian/Driver
- Kid Cop (1996) (V) .... Mayor Cosgrove
- Adventures with Barbie: Ocean Discovery (1997) (VG) (voz)
- A River Made to Drown In (1997) .... Vagabundo
- Meet Wally Sparks (1997) .... Cardenal
- Murder One: Diary of a Serial Killer (1997) Serie de TV
- Todd McFarlane's Spawn (1997) TV Series (voz) .... Voces adicionales
- La princesa Mononoke (1997) (voz) .... Voces adicionales
- Life During Wartime (1997) .... Bruce Hudler
- The Westing Game (1997) (TV) .... Otis Amber
- Sleepwalkers - Piloto (1997) Episodio de TV
- Scream 2 (1997) .... Jefe Lewis Hartley
- Twilight (1998) .... Water Pistol Man
- Almost Heroes (1998) .... Comerciante
- Ready to Rumble (2000) .... Fred King
- Best in Show (2000) .... Espectador
- Little Nicky (2000) .... Cardenal
- Escape from Monkey Island (2000) (VG) (voz) .... Freddie
- FreakyLinks - Subject: Me and My Shadow (2001) Episodio de TV .... Bob Frewer
- Out Cold (2001) .... Herbert 'Papa' Muntz
- "As told by ginger"(2000-01).. Mr.Cilia

### Guionista
- The Lorenzo and Henrietta Music Show (1976) Serie de TV

### Productor
- The Lorenzo and Henrietta Music Show (1976) Serie de TV (productor ejecutivo)

### Como él mismo
- This Is Your Life
- The Jonathan Winters Show (1969)